# The Ellen DeGeneres Show
Ellen DeGeneres Show (ofte forkortet til Ellen og stiliseret som ellen) var et amerikansk comedy-talkshow sendt i dagstid med Ellen DeGeneres som vært. Programmet debuterede den 8. september 2003, det blev produceret af Telepictures og leaset til andre kanaler. De fleste stationer, der ejes af NBC Owned Television Stations var, sammen med Hearst Television, programmets største tilknyttede base.  I de første fem sæsoner blev showet optaget i Studie 11 på NBC Studios i Burbank, Californien. Fra sæson 6 og fremefter flyttede programmet til at studiet på Stage 1 hos det nærliggende Warner Bros.  Siden begyndelsen af den sjette sæson blev The Ellen DeGeneres Show sendt i high definition.
Showet har modtaget 171 Daytime Emmy Award- nomineringer og har vundet 61 Daytime Emmy Awards frem til 2021, inklusiv fire for Outstanding Talk Show og syv for Outstanding Talk Show Entertainment, hvilket slår rekorden fra The Oprah Winfrey Show, som vandt ni. Programmet har også vundet 17 People's Choice Awards . Den 21. maj 2019 annoncerede DeGeneres, at hun havde skrevet kontrakt på tre år mere, hvilket forlængede programmet til 2022.     Den 18. sæson havde premiere den 21. september 2020.  Den 12. maj 2021 annoncerede DeGeneres, at den 19. sæson blev hendes sidste.  Den 19. og sidste sæson havde premiere den 13. september 2021. 

## Koncept
Programmet kombinerede comedy, berømtheder, musikalske gæster og historier af menneskelig interesse. Programmet bød ofte på konkurrencer til publikummet, hvor der blev uddelt præmier. Under hendes Twelve Days of Giveaways-promovering modtog publikummer præmier til en værdi af omkring $3.000 i hver af de tolv episoder. Fordi programmet blev så populært, at der ikke var plads til alle fremmødte, der håbede at kunne sidde som publikum i en episode, blev der lavet et offside-studie, kaldet "The Riff Raff Room", som er styret af Tom Hanks. Publikummer der får lov til at sidde her, bliver ofte fremhævet og vist kort i programmet, men sad altså ikke i selve studiet. Andre ikke-berømtheder er blevet fremhævet i et forsøg fra DeGeneres på at give dem 15 minutes of fame. Gæster i dette studie har bl.a. været intelligente børn, ejere af små virksomheder osv. I seriens tredje sæson begyndte DeGeneres at overraske fans ved at introducere dem til deres yndlingsberømtheder.

### Tilbagevendende elementer
Adskillige tilbagevendende lyde, løjer og catchphrases blev brugt af DeGeneres afhængigt af den specifikke episodes emne eller tema. For eksempel, efter at DeGeneres har sagt sætningen "Aww Snap!", afspilles der ofte en lydeffekt af en pisk, der smælder. I sin monolog takker DeGeneres ofte publikums bifald ved at sige "I feel the same way about you!" ("Jeg har det på samme måde om jer!"). Andre videosegmenter inkluderer DeGeneres, der skræmmer folk, laver pranks, deltager i opdigtede nyhedssegmenter, interagerer med programmets personale osv. Andre tilbagevendende segmenter inkluderer dem, hvor DeGeneres kommenterer på internetvideoer, tabloid-lignende fotografier af berømtheder, annoncer på Craigslist eller voicemails der ligger på hendes telefonsvarer. I andre segmenter fremhæves dele af publikum, herunder publikummer der optræder med skjulte talenter, billeder af folk, der ligner DeGeneres, interviews med børn osv.
DeGeneres legede ofte lege med publikum og uddeler priser baseret på deres præstationer. Lege har inkluderet tegnelege, der minder på Pictionary, at finde skjulte genstande i studiet, kategoriserede, aktuelle begivenheder eller popkultur-baserede triviaer og forskellige andre stuntprægede og løjerlige lege. DeGeneres jokede flere gange i programmet om, hvornår en efterfølger til Finding Nemo, hvor hun i den engelsksprogede udgave lægger stemme til Dory, ville blive udgivet. Til slut blev efterfølgeren, Finding Dory, officielt annonceret af DeGeneres.

#### Segmenter (inklusiv tidligere og tilbagevendende)
Programmet havde mange tilbagevendende segmenter gennem årene. Nogle omfatter:
- Oh Hair No! er et segment, hvor seere indsender billeder af deres fjollede frisurer, hvoraf nogle af billederne vises i programmet.
- Know or Go er et segment, hvor tre publikummer skal besvare spørgsmål ud fra forskellige emner, fx om Thanksgiving eller andre begivenheder. Ved et forkert svar, droppes deltageren ned gennem en faldlem. De resterende deltagere skal kunne besvare tre rigtige svar i træk for at vinde.
- Clumsy Thumbsy er et segment, hvor Ellen viser forfejlede auto correctede beskeder, indsendt af seere.
- Oh Puh-lice er et segment, hvor underlige politirapporter vises.
- Ellen's Dance Dare er et segment, hvor seere indsender videoer, hvor de danser bag en uvidende person. Iriske danse blev vist i St. Patrick's Day-afsnittet i 2012. Mange kendte har deltaget i legen, blandet andre Emma Stone, Zac Efron, Lilly Singh, The Janoskians og Taylor Swift.
- Bad Paid-for Tattoos Underlige, og ofte fejlskrevne, tatoveringer vises.
- A Little Yelp From My Friends Ellen læser højt af anmeldelser fra hjemmesiden Yelp.
- "What's Wrong with These Photos?" Photos Fjollede billeder indsendt af seere vises.
- "What Were They Thinking?" Audience Dancing Publikummer vises dansende mens stemmer udspiller dansernes tanker.
- "What's Wrong with These Signs?" Signs Seere indsender billeder af skilte, som ikke giver mening.
- Tony Karaoke er et segment, hvor programmets DJ, Tony, synger ofte forkerte-men morsomme tekster til populære sange.
- Tea Time with Sophia Grace and Rosie er et segment, hvor Sophia Grace & Rosie interviewer kendte gæster i programmet, mens de drikker te og får småkager.
- OMKalen hvor Kalen Allen optræder, ofte dramatisk, til videoer. Segmentet blev en fast del af programmet på EllenTube.[10]
- ApPARENTly Confused er et segment, hvor Ellen viser beskeder skrevet af forældre, der ikke forstår sig på sms'er eller teknologi.
- In Your FACEbook er et segment, hvor Ellen viser sjove Facebook-billeder af programmets publikummer.
- Weekly Tweetly Roundup er et segment, hvor Ellen viser sjove og interessante tweets.
- Classic Joke Thursday er et segment, hvor Ellen fortæller sjove jokes/ordspil, og illustreres ofte i en samtale med programmets DJ.
- This Plus That er et segment, hvor en montage af dansede publikummer vises, ofte med indlagte morsomme lydeffekter.
- Just KID-ink er et segment, hvor Ellen viser sjove tegninger lavet af børn.
- INSTA-grammification er et segment, hvor Ellen viser sjove og usædvanlige billeder fra programmets Instagram.
- "Vine After Vine" er et segment, hvor Ellen viser sjove 6-sekundersvideoklip fra den populære app Vine.
- "Grand Design" er et online segment, hvor Ellen, sammen med home-makeover-eksperterne fra "Kitchen Cousins" John Colaneri og Anthony Carrino, ommøblere og indretter et værelse på kun 24 timer med et budget på $1,000.
- "What Have YOU Been Up to on Facebook?" er et tilbagevendende segment, hvor Ellen afslører nogle personlige og private informationer vedrørende offentlige personer til publikum.
- "Starbucks Prank!" er et tilbagevendende segment hvor Ellen sender kendte til Starbucks for at lave sjov med ekspedienterne.
- "What The Heck Are These Kids Talking About?" er et tidligere segment hvor Ellen gennemlæser raptekster og forsøger at finde ud af sangen betyder.
- "Celebrity Pranks!" er et segment, hvor Ellen ofte laver sjov med, eller skræmmer, en kendt gæst, selvom hun engang lavede sjov med et vennepar hun havde inviteret ind i programmet (den ene ven havde hver dag i et år skræmt den anden ven, filmet det og postet det). Flere kendte er blevet pranket flere gange, blandt andet Taylor Swift, Eric Stonestreet, Sarah Paulson og Selena Gomez. I flere afsnit prankes den kendte mere end en gang i samme afsnit, blandt andet Octavia Spencer og Sam Smith, samt de tidligere nævnte. Nogle af pranksne inkluderer at skræmme gæsten i omklædningsrummet (oftest på badeværelset), at en medarbejder leder en anden kendt ind på scenen under et interview og skræmmer den kendte i stolen (med metoder som rangerer fra både enkle til opfindesomme), eller backstage-løjer hvor Ellens eget personlige personale, ofte Andy Lassner, ofte bliver offer for pranks. Nogle gange lykkes det ikke at pranke den pågældende kendte, On occasion the prank fails to scare the intended target, hvilket oftest udløser et stort grin fra Ellen (fx Russell Crowe, Colin Farrell, Daniel Radcliffe og Garth Brooks). Ellen er ofte også selv offer for en prank, men er svært at få hende til at gå i fælden og det er kun lykkes to kendte (Steve Carell og Matt Lauer) at pranke hende i april 2021.
- "Chat Time With Ellen!" er et segment, hvor Ellen taler om - eller med - folk der har lavet videoer der er gået viralt.
- Can Andy Say That? er et segment, hvor Ellen får programmets executive producer, Andy Lassner, til at gentage sjove sætninger, som ofte er fyldt med dobbeltbetydninger og seksuelle insinuationer.
- Haunted House (segmentet er faktisk titelløs) er et segment, hvor Ellen sender sin forfatter, Amy Rhodes, hen til forskellige spøgelseshuse i dagene op til Halloween. I de sidste sæsoner fik Amy selskab af sin mor, samt af programmets executive producer Andy Lassner. Ellen har siden sendt Andy afsted hvert år også efter alen, da Amy forlod programmet. Han har siden haft selskab af andet af Ellens personale, samt af kendte som Ariana Grande, Taylor Swift, Eric Stonestreet, Sarah Paulson og DeGeneres' hustru Portia de Rossi (blandt andre). På et tidspunkt sluttede Ellen sig selv til Andy og gik gennem et spøgelseshus, som var baseret på gyserfilmen It fra 2017. Andre gange er nogle af Ellens personale (Integrations Assistant Mackenzie, producer Matt Wright) gået gennem uden Andy. Enkelte gange har Ellen sendt kendte afsted på egen hånd (fx Katie Lowes og Guillermo Diaz).
- Average Andy er et segment, hvor Ellen sender sin executive producer Andy Lassner hen til nogle af verdens mest talentfulde mennesker for at lære deres talent.
- Throwback Thursday er et segment hver tirsdag, hvor Ellen genser sjove øjeblikke fra tidligere sæsoner.
- "Who's In My Bushes?" er et segment hvor en kendt gemmer sig i pyntede buske, hvor Ellen, gennem spørgsmål, skal gætte sig til hvem der gemmer sig i busken. Ellen ved dog godt på forhånd hvem den kendte i busken er, og publikum leger bare med.
- Take That, China! er et segment, hvor Ellen laver jokes om upraktiske og ofte ukloge amerikanske opfindelser.
- Breaking News er et segment, hvor nyhedsværten Devin Scillian bryder ind i programmet med usædvanlige, hverdagsagtige og morsomme breaking news.
- Why I Don't Have Kids er et segment, hvor Ellen viser billeder eller videoer indsendt af seere, der viser skøre situationer som folk har oplevet med deres børn.
- Epic or Fail er et segment, som skulle være Ellens yndlings, hvor der vises optagede stunts eller tricks, som pauseres midtvejs og hvor Ellen, publikum, gæster og DJ'en så skal gætte udfaldet.
- Hot Hands er en leg, hvor publikummer eller kendte placeres på et særligt sæde og i løbet af 30 sekunder skal navngive flest mulige kendte som vises på en skærm.
- 5 Second Rule er en lag hvor Ellen og kendte skal tænke hurtigt og komme op med tre svar indenfor en given kategori i løbet af fem sekunder.
- Ellen In Your Ear er et segment, hvor kendte skal interagerer med uvidende mennesker, mens Ellen instruerer den kendte gennem en øresnegl.
- Ask Dr. Dax er et segment, hvor Dax Shepard giver rådgivning til par blandt publikummet, hvor han ofte trækker på egne erfaringer og historier.
- What's In The Box? er et segment, hvor Ellen giver gaver som er gemt i store kasser. Gaverne kan være alt fra iPads, til ure til ferier.
- Hubba Hubba Quiz Quiz er et segment, hvor Ellen stiller mænd spørgsmål.
- Don't Leave Me Hanging en en leg hvor Ellen udspørger personer. Som de svarer rigtigt, løftes de op i luften. Hvis de svarer rigtigt tre gange, løftede de helt til toppen.
- Ellen, Rate My Baby er et segment, hvor Ellen rangerer seerenes indsendte babybilleder på en skala fra 1-10 (Hun går over skalaen, fx med 17/10)
- Make it Rain er en leg hvor to (ofte mandlige) kendte skal besvare spørgsmål. Hvis de svarer rigtigt, får de mulighed for at stille sig under en paraply og trække i en snor. En af paraplyerne udløser en pengesum, som gives til velgørenhed efter vinderens valg. De andre paraplyer udløser vand og taberen ender med at blive våd.
- Me Me Monday er et segment, hvor Ellen viser en række sjove memes og kommentere på dem.
- Danger Word er en ordleg, hvor publikummer skal gætte et ord ud fra hints uden at det "farlige ord" nævnes (fx at "morgenmad" er det farlige ord for "cornflakes"). Hvis spilleren gætter ordet, får modstanderen en strike og oversprayes med en kanon. Hvis en person gætter det farlige ord, får denne person en strike og oversprayes.
- Thank GIF It's Friday er et segment, hvor Ellen viser GIF's som folk har delt på nettet. Dette segment blev vist på fredage.
- One-Eyed Monster er en lag, hvor to spillere skiftes til at sidde i monstrets mund og besvare spørgsmål fra Ellen. Svaret rangeres fra 0-5. For hvert tal svaret afviger fra, skal spilleren trække en af monstrets tænder ud. På et tidspunkt klapper monstrets mund sammen.
- The Masked Dancer er et segment der parodiere programserienThe Masked Singer (hvor Ellen har tilføjet, at Fox endnu ikke har sagsøgt hende for), hvor Ellen og tWitch forsøger at gætte den mystiske gæsts identitet, hvis ansigt er dækket af en maske. Den daværende deltager i Masked Singer Ken Jeong optrådte som gæstedommer i et afsnit. I januar 2020 blev det annonceret, at Fox og Warner Bros. ville producere The Masked Dancer som en fuldstændig spin-off på The Masked Singer, med DeGeneres som executive producer.[11][12]
- Burning Questions er en leg, hvor en kendt gæst sidder i en stol med en knap foran sig og hvor Ellen stiller dem personlige (og indimellem pinlige) spørgsmål. Den kendte trykker på knappen, hvis de vil svare på spørgsmålet.[13]

- Heads Up! er et spil, som DeGeneres spillede med andre berømtheder. Oprindeligt skulle spillerne gætte ord eller sætninger på kort, der blev skulle sidde i spillerens pande ved at de andre spillere skulle udspille det eller give hints, mens tiden tælles ned. Senere har DeGeneres og Warner Bros. Entertainment udviklede en app-version af spillet. Appen blev en stor succes efter lanceringen i maj 2013 og røg til tops i App Store med over 650.000 downloads i løbet af den første måned. I juli 2016 blev appen downloadet mere end 25 millioner gange og forblev en af Apples bedst betalte apps. [14]

#### Dans
Siden programmet debut har DeGeneres færdiggjort sin åbningsmonolog ved at danse. Dansen viste sig at være ekstremt populær blandt seerne og har siden udviklet sig til et segment, hvor DeGeneres danser ind i publikumsrækkerne, nogle gange låner hun en frakke eller pung fra et sæde og tager det med sig. Hun har også haft et segment, hvor folk lærer hende nye dansetrin.
Et af hendes mest kendte dansetrin er at danse hen over bordet, hvor hun skræver over sofabordet og danser fra den ene ende til den anden. Selvom hun ikke gør det hver dag, er dans over bordet et gennemgående tema. Som en aprilsnar i 2009 placerede programmets personale en bredere bordplade over det normale sofabord. I programmet, da DeGeneres forsøgte at danse over bordet, kom hun kun lige over bordet ved at stå på tæer og brugte bordet til at stå på. I syvende sæsons premiere fremførte DeGeneres et dansesegment med de professionelle dansere i So You Think You Can Dance.
I september 2009 sagsøgte fire store pladeselskaber producenterne af programmet for uspecificerede urettelser på grund af dansenummeret, for angiveligt at have brugt sange uden tilladelse. 
I 2018 tjente The New York Times godt på DeGeneres, da hun stod over for store beslutninger i forhold til at skulle forny hendes talkshow-kontrakt og udforske andre muligheder for hendes kreativitet, herunder hendes Netflix-komedie-speciale afsnit Relatable (2018), som afslører hendes venlige image.  De fortalte, at hun følte sig begrænset på grund af hendes ry for altid at være sød og at være værten, der dansede hele tiden.  DeGeneres - som erkender, at hun altid har været overfølsom - bekymrede sig over, hvordan hendes publikum ville reagere, når hun ikke længere ville danse.  Hendes Christian Scientistiske opdragelse havde også haft indvirkning på hendes fars psyke, "Han var en meget frygtsom mand, han kunne end ikke høre eller involvere sig i noget ubehageligt." 

## Produktion

### Optagelser
Fra 2003 til begyndelsen af 2008 blev programmet oprindeligt optaget i Studie 11 på NBC Studios i Burbank, Californien. Programmet blev siden 2008 optaget i Studie 1 (kaldet "The Ellen Stage" siden premieren på det 2.000. program, som fandt sted i november 2015) på Warner Bros.-grunden i Burbank.

### Personale
De executive producers var DeGeneres, Mary Connelly, Ed Glavin, Andy Lassner og (frem til hans død i 2012) Jim Paratore. Forfatterstaben talte Karen Kilgariff (tidligere hovedskribent), Karen Anderson, Margaret Smith og DeGeneres. Margaret Smith forlod programmet for at arbejde på egne projekter, herunder hendes første bog, What Was I Thinking? How Being a Stand Up Did Nothing to Prepare Me to Become a Single Mother(Crossroad Publishing, 2008). Amy Rhodes, en tidligere skribent for programmet, optrådte jævnligt foran kameraet som del af forskellige segmenter.

#### DJ
I modsætning til de fleste talkshows havde programmet en DJ til at stå for musikken i stedet for et band. Oprindeligt var det DJ'en fra Los Angeles, DJ Scott K, der stod bag pulten, men det varede et par uger. Han blev senere erstattet af Tony Okungbowa, som var DJ gennem sæson 3. På grund af sin voksende skuespillerkarriere forlod Okungbowa programmet, og et par gæste-dj's blev hentet ind for at afprøve pulten. Tony blev erstattet af skuespiller/DJ Jon Abrahams til premieren på fjerde sæson. Abrahams var DJ i en sæson, og forlod da også programmet, på grund af en voksende skuespillerkarriere. Ted Stryker fra radiokanalen KROQ, var DJ i den femte sæson. Stryker blev i en sæson, indtil Okungbowa vendte tilbage. I en episode i 2012 var DJ Pauly D fra Jersey Shore DJ, mens Okungbowa var på promotiontour med sin CD.
Fra sæson 11 var der flere "gæste-DJ's" i Okungbowas fravær. Stephen "tWitch" Boss, kendt fra So You Think You Can Dance var Ellens faste DJ i flere år.
Okungbowa optrådte igen i programmet i episoden fra den 28. april 2014, mens Loni vendte tilbage til afsnittet den 5. juni 2015. 

### Writers Guilds strejke i 2007
DeGeneres, som var medlem af Writers Guild of America, støttede forfatter-strejken i 2007. DeGeneres gik dog på arbejde igen den 9. november 2007 for at optage nye afsnit af hendes program med udtalelsen: 
| “ | Jeg har fået fortalt, at ingen andre dagtidstalkshows har måtte lukke produktionen ned. Jeg har 135 medarbejdere, der regner med en lønseddel fra mig. Men det har været det hårdeste i verden for mig at tage ind på arbejde i dag. | ” |

DeGeneres besluttede at afstå fra hendes åbningsmonolog i programmet (som typisk var skrevet af WGA-skribenter) under strejken.  Programmet fortsatte ellers produktionen som normalt med undtagelse af at den manglende monolog. WGAE udsendte en erklæring, der fordømte DeGeneres, og sagde, at hun "ikke var velkommen i NY."  DeGeneres repræsentanter hævdede, at hun ikke krænkede WGA aftale, med argumentet, at hun konkurrerede med de andre første-run syndikerede programmer som Dr. Phil og Live with Regis og Kelly under de konkurrenceprægede seermålingsvurderinger i november og at DeGeneres skulle opfylde hendes kontrakt som vært og producer, så programmet ikke mistede tidsrummet eller misvedligeholdt andre forhold i kontrakten. Derudover blev der efterfølgende udsendt en erklæring, der forsvarede DeGeneres, af AFTRA, der påpegede, at DeGeneres også hører under AFTRA TV Code, som forhindrer hende i at strejke. WGAE udsendte derefter et svar, der påpegede, at DeGeneres også var medlem af Writers Guild, og at ethvert forfatterarbejde hun brugte på programmet under strejken, kunne anses som skruebrækkeri.  

### Covid-19-pandemi
Den 11. marts 2020 annoncerede DeGeneres via Twitter, at hun indtil videre ville optage sit program uden publikum i studiet for at beskytte og sikre fans, publikum og personale.  I et tweet fra den 13. marts 2020 meddelte DeGeneres, at produktionen af programmet var blevet suspenderet indtil den 30. marts 2020 for at beskytte hendes publikums og personales sundhed under COVID-19-pandemien.  Fra den 6. april 2020 blev programmet produceret fra hendes hjem. 
Den 16. april 2020 rapporterede Variety, at dele af personalegruppen havde anklaget programmet og dets producere for ikke at ville tale om personalets løn under nedlukningen, som pandemien forårsagede. 

### Arbejdsmiljø og polemik
I 2018 profilerede The New York Times Degeneres, da hun stod over for at skulle forny sin talkshow-kontrakt og udforske andre kreative muligheder herunder hendes Netflix-komedie-special Relatable (2018), som, for sjov, skulle forvrænge hendes venlige image.  Da hun blev spurgt ind til anonyme tabloide rapporter om, at hun ikke altid var god mod sine medarbejdere, troede hun, at beskyldningerne var opdigtede og sagde: "Den eneste ting, jeg ønsker, er, at alle skal være glade og stolte af, hvor de arbejder, og hvis de ikke er det, så må de finde et andet arbejde." 
I juli 2020 bragte BuzzFeed News artikler, hvor anonyme tidligere ansatte anklagede programmet for at have dårligt arbejdsmiljø, og anklagede de executive producere for chikane, samt påstod at arbejdsmiljøet flød med med racistiske kommentarer og mobning.   WarnerMedia indledte en undersøgelse.  DeGeneres undskyldte over for sine medarbejdere og skrev, at "hun havde til hensigt, at programmet skulle være et sted, hvor 'ingen nogensinde ville hæve stemmen overfor andre, og alle ville blive behandlet med respekt', og at hun var 'skuffet over at erfare, at dette ikke har været sag.'"   Efter undersøgelsen blev tre direktører fyret, executive producers Ed Glavin og Kevin Leman, og co-executive producer Jonathan Norman.  Programmet lovede at foretage tiltag til at ændre kulturen; DeGeneres undskyldte igen under den 18. sæsons premiere i september 2020.  Hendes DJ, Stephen "tWitch" Boss, blev forfremmet til co-executive producer og har fungeret som vært for programmet, når DeGeneres har været fraværende.

### Afslutning
Den 19. maj 2021 bekræftede DeGeneres, at programmet ville afsluttes i 2021-22-sæsonen, med programmets 19. sæson, hvilket faldt sammen med hendes nuværende kontrakts udløb.  Warner Bros. forventes ikke at lave et direkte erstatningsprogram, og det nuværende hovedselskab NBC Owned Television Stations meddelte, at de vil flytte The Kelly Clarkson Show, som er produceret af søsterselskabet NBCUniversal Syndication Studios, ind i Ellen-tidsrummet på deres kanaler.  Andre stationer traf individuelle beslutninger om nye programmer, og nogle stationer fyldte tidsrummet ud med lokale nyhedsprogrammer, og der opstod rygter om interesse for et talkshow med den hyppige Ellens vikar-vært Tiffany Haddish. 
I november 2021 rapporterede Deadline, at Warner Bros. havde møder med lokale tv-stationer om et potentielt nyt dagtidstalkshow med Jennifer Hudson som vært, der kunne lanceres så snart som efteråret 2022, hvilket studiet forudså som en "efterfølger" til Ellen, på trods af den forudgående meddelelse fra de NBC-ejede stationer. 

## Afsnit
Den 9. december 2020 havde 2,988 afsnit af The Ellen DeGeneres Show været sendt, hvilket inkluderer den 18. sæson.

### Særlige afsnit
Adskillige afsnit er blevet sendt med et særligt tema eller format, blandet andet et "Backwards Show", hele afsnit omhandlende Broadway-produktioner, et Thanksgiving-special optaget i Ed Sullivan Theatre i New York City, et helt afsnit omhandlende stewardessen Deltalina, der blev optaget på et Delta-fly, hendes 12 Days of Giveaways-shows og Ellen's Birthday Show. Andre tilbagevendende temaer byder på produkter fra sponsorer, som DeGeneres kan lide (minder om "Oprahs Favorite Things" fra det nu afsluttede The Oprah Winfrey Show), specials efter prisudsendelser (såsom Oscar-uddelingen) og adskillige milepælsepisoder (f.eks. DeGeneres' 1.000., 1.300, 1.500. osv. udsendelser). I 2017 blev et afsnit sendt til minde om 20-årsdagen for afsnittet "The Puppy Episode", fra hendes sitcom Ellen, hvor hendes karakter Ellen Morgan kom ud som lesbisk.
Afsnittet med titlen "Sirdeaner Walker Interview" blev nomineret til en GLAAD Media Award for "Outstanding Talk Show Episode" ved den 21. GLAAD Media Awards. 
Den 11. januar 2013 meddelte DeGeneres, at hun skulle til Australien i marts med sin kone, den australske skuespillerinde Portia de Rossi, efter at have villet afsted gennem mange år, da hun ikke kunne rejse om sommeren (hvilket hun foretrak) på grund af programoptagelser.  Mod slutningen af afsnittet, hvor Nicole Kidman var gæst, meddelte hun publikum, at de også vil tage på ferie til Australien i en giveaway-special.
Den 3. marts 2014 blev programmet sendt live, med DeGeneres som vært, dagen efter hun havde vært for den 86. Oscar-uddeling. Dette afsnit havde årets Oscar-vindere Cate Blanchett, Jared Leto og Lupita Nyong'o som gæster.

### Gæsteværter
Fra tid til anden optrådte en gæstevært i DeGeneres' sted. Dette var i de første sæsoner ret sjældent, men blev gradvist mere almindeligt, især i de sidste sæsoner, og betragtes nu som en fast del af programmet.
- Ellie Kemper blev den første gæstevært på programmet den 24. januar 2014, da DeGeneres var syg af influenza.[37] Kemper optrådte som vært for anden gang den 24. december 2018.[38] Hun var vært for tredje gang den 23. december 2019.
- Miley Cyrus var vært den 29. september 2016, som også var dag fire i den 7. årlige Cat Week, da DeGeneres var syg.[39]
- Sean Hayes var vært den 30. maj 2018[40] mens DeGeneres var i Afrika for at besøge Rwandas gorillaer som del af Ellen DeGeneres Wildlife Camp. Han var vært for anden gang 4. oktober 2019.[41] tredje gang den. 18. oktober 2019, fjerde gang den 31. januar 2020, femte gang den 28. februar 2020, sjette gang 13. marts 2020 og en syvende gang den 30. marts 2020.
- Kristen Bell var vært på programmet den 31. maj 2018[42], mens DeGeneres var i Afrika.
- Lea Michele var vært på sidste afsnit af den 15. sæson den 29. august 2018.[43] Michele havde fødselsdag på optagelsesdagen, og værtsrollen var Ellens gave til Michele.
- Mario Lopez var vært på to bonus-afsnit (som blev sendt efter Micheles afsnit), den 30. august 2018, og 31. august 2018.[44] Han var vært en tredje gang den 29. januar 2021, en fjerde gang den 29. marts 2021, en femte og sjette gang den 14. oktober og 15. oktober 2021.
- Goldie Hawn og Kate Hudson var værter den 17. januar 2019.[45]
- Jason Sudeikis var vært den 15. marts 2019.[46] Han var vært for anden gang den 12. juni 2019.[47]
- Mila Kunis var vært den 11. april 2019.[48]
- John Cena var vært den 19. april 2019.[49]
- Melissa McCarthy var vært den 16. maj 2019.
- Ellens DJ tWitch var vært på afsnittet den 23. maj 2019. (Afsnittet blev sandsynligvis optaget noget tidligere, da et klip fra afsnittet blev udgivet online tre uger før, 3. maj 2019, som viste et segment hvor han interviewer Kunal Nayyar.)[50][51] tWitch har optrådt som vært den 6. september 2019, 11. oktober 11 2019, 24. oktober, 25. september 2020, 2. oktober, 26. oktober, 15. januar 2021, 12. februar, 5. marts, 19. marts, 26. marts, 31. marts, 1. april, 9. april, 8. juni, 14. juni, 17. juni, 18. juni, 25. juni, 2. juli, 5. juli, 8. juli, 9. juli, 8 oktober, 12. november og 10. december 2021. Han var alt i alt vært 27 gange.
- Wanda Sykes var vært den 29. maj 2019. Hun var vært for anden gang den 30. juni 2021.
- Dax Shepard var vært den 19. september 2019.
- Beth Behrs og Whitney Cummings var værter den 26. september 2019.
- Justin Hartley var vært den 25. oktober 2019.
- Howie Mandel var vært den 29. oktober 2019 og anden gang den 1. marts 2021, tredje gang den 2. april 2021. Han havde fjerde gang i værtsstolen den 17. december 2021.
- Ken Jeong var vært den 8. november 2019.
- John Legend var vært den 15. november 2019. Han var vært for anden gang den 14. februar 2020.
- Josh Gad var vært den 22. november 2019.
- Eugene Levy og Dan Levy var værter den 10. januar 2020.
- Robert Downey Jr. var vært den 14. januar 2020.
- Jane Fonda og Lily Tomlin var værter den 17. januar 2020.
- Jennifer Aniston var vært den 24. januar 2020.[52][53] Aniston var programmets allerførste gæst; hun havde tidligere været medvært med Ellen flere år forinden, men dette var hendes første gang som vært alene.
- Martha Stewart og Snoop Dogg var værter den 7. februar 2020.
- Demi Lovato var vært den 6. marts 2020.
- Alec Baldwin var vært den 23. marts 2020.
- Tiffany Haddish var vært den 9. oktober 2020, den anden gang den 19. oktober 2020, tredje gang den 20. november 2020, fjerde gang den 19. februar 2021, femte gang den 26. februar 2021, sjette gang 16. april 2021, syvende gang 28. juni 2021, ottende gang 22. oktober 2021 og nienende gang den 5. november 2021.
- Sarah Silverman var vært den 9. november 2020.
- Garth Brooks var vært den 13. november 2020. Han var planlagt til at være vært for anden gang sammen med hans hustru Trisha Yearwood den 12. februar 2021, men afsnittet blev aflyst, da en medarbejder i studiet blev testet positiv for COVID-19. Han var vært for anden gang, sammen med Yearwood, den 28. maj 2021.
- Brooke Baldwin var vært den 12. marts 2021.
- Kalen Allen var vært den 31. marts 2021.
- Ashley Graham var vært den 23. april 2021.
- Anthony Anderson var vært den 30. april 2021.
- Rob Lowe var vært den 21. maj 2021.
- Trisha Yearwood var vært den 28. maj 2021, sammen med sin mand Garth Brooks.
- Chelsea Handler var vært den 29. juni 2021. Hun var vært for anden gang den 1. juli 2021.
- Beth Behrs var vært den 26. september 2019, sammen med Whitney Cummings. Hun var vært for anden gang den 6. juli 2021.
- Loni Love var vært den 7. juli 2021.
- Arsenio Hall var vært den 24. september 2021. Han var vært for anden gang den 1.oktober 2021.
- Katy Perry var vært den 25. oktober 2021.
- Yvonne Orji var vært den 19. november 2021.

Gæstemedværter
DeGeneres har lejlighedsvis haft medværter i programmet som har inkluderet:
- Matthew Perry (den 19. april 2013) [54]
- Jennifer Aniston (22. maj 2013; [55] også delvist medvært den 5. juni 2019 og der var tale om fremtidig gæstevært i fremtiden)
- Julia Roberts (den 18. december 2013) [56]
- Jason Bateman (den 24. marts 2014) [57]
- Rob Lowe (den 9. april 2014) [58]
- Dallas Austin (den 7. maj 2014) [59]
- Michelle Obama (den 13. september 2016) [60]
- Kristen Bell (den 20. september 2016) [61]
- Kevin Hart (den 11. oktober 2016) [62]
- Ciara (den 5. oktober 2018) [63]
- Chrissy Teigen (den 20. november 2018) [64]
- Ashton Kutcher (den 11. december 2018) [65]
- Mila Kunis (den 28. september 2021)

## Hjemmemedier
En best-of-dvd med titlen The Ellen DeGeneres Show: DVD-Licious blev udgivet i 2006, med optagelser fra de første sæsoner. 

## Sociale medier
Programmet var aktivt på flere sociale platforme, herunder Twitter, hvor Ellen har over 70 millioner følgere, Instagram, Facebook, Snapchat, TikTok og mere. Talkshowets YouTube-kanal er blandt de 50 mest abonnerede YouTube-kanaler.
Fra april 2021 havde programmets YouTube-kanal 37,8 millioner abonnenter og 21,4 milliarder visninger i alt.

## Modtagelse
Programmet blev en stor seersucces og har vundet 61 Daytime Emmy Awards frem til 2019. Derudover, efterhånden som det blev mere og mere populært, har programmet optrådt som et element i adskillige tv-programmer, bl.a. Joey, Six Feet Under og The Bernie Mac Show.

### Bedømmelser
Programmet havde i gennemsnit omkring 4,2+ millioner seere pr. afsnit, ifølge syndikerede dagtids-tv-klassificeringer hvilket gjorde det til de mere sete dagtidsprogrammer.  Oftest lå det kun lige bag Live med Kelly og Ryan, og Dr. Phil i samlede antal seere. I 2017 slog programmet Live med Kelly og Ryan for første gang og lå nu lige efter Dr. Phil.  I kølvandet om anklagerne om dårligt arbejdsmiljø mistede Ellen op til en million seere. 

### Priser
Programmet har vundet i alt 61 Daytime Emmy Awards i 2019, herunder fire for Outstanding Talk Show (2004, 2005, 2006, 2007) og syv for Outstanding Talk Show Entertainment (2010, 2011, 2013, 2014, 2015, 2017, 2019). Showets første fjorten sæsoner slog rekorden fra The Oprah Winfrey Show, som vandt 47 Daytime Emmy Awards, før Winfrey valgte at stoppe med at indsende hendes program til priskomiteen i 2000. DeGeneres har selv vundet Daytime Emmy Award for Outstanding Talk Show Host fire gange (2005, 2006, 2007, 2008). Programmet har også vundet 46 Daytime Emmys in Writing (8 i alt), instruktion (6 i alt) og tekniske kategorier (32 i alt). Det vandt Genesis Award for "Bedste Talk Show" i 2010 og 2012. DeGeneres har vundet People's Choice Award for "Favorite Daytime TV Host" 15 gange, hvilket gør hende til den mest prisbelønnede person i People's Choice Awards' historie. 
Ved Webby Awards i 2018 vandt Heads Up! A Party Game from Ellen!, et videospil til iOS og Android, People's Voice Award for "Word & Trivia". 

## Spinoffs

### Ellen's Game of Games
I 2017 havde NBC premiere på Ellen's Game of Games, et primetime gameshow baseret på publikumslege og -segmenter fra programmet. 

### Ellen's Greatest Night of Giveaways
I december 2019 sendte NBC et tredelt-aftenprogram, efter inspiration fra segmentet "12 Days of Giveaways", Ellens Greatest Night of Giveaways, hvor DeGeneres optrådte og samarbejdede med bemærkelsesværdige berømtheder og offentlige personer for at "give utrolige gaver til intetanende mennesker".  

### The Masked Dancer
Efter at det blev opfundet til The Ellen DeGeneres Show som en parodi på The Masked Singer, kontaktede Fox' chef for alternativ underholdning, Rob Wade, programmets producere om muligheden for at lave The Masked Dancer til en fuldkommen spin-off-serie. DeGeneres ville også blive gjort til executive producer af programserien; Wade udtalte, at selv om de ikke nødvendigvis havde brug for hende til serien, følte han, at DeGeneres var "engageret omkring projektet" og havde god "adgang" til berømtheder.   